# Metallichroma mangenoti
Metallichroma mangenoti är en skalbaggsart som beskrevs av Pierre Lepesme 1956. Metallichroma mangenoti ingår i släktet Metallichroma och familjen långhorningar. Inga underarter finns listade i Catalogue of Life.